# Porozumienie dżentelmeńskie

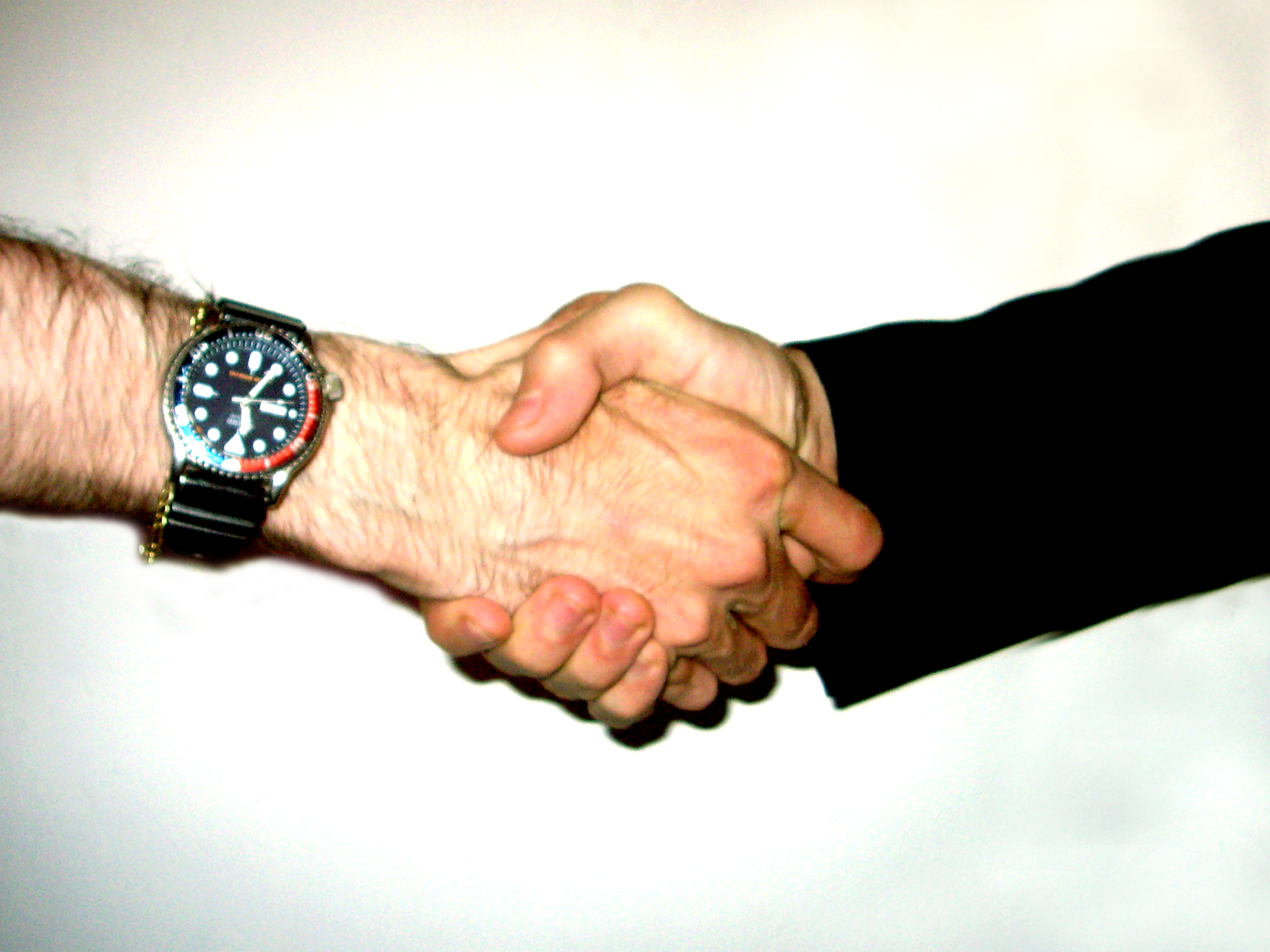
Dwie osoby ściskające sobie dłonie

Porozumienie dżentelmeńskie (ang. gentlemen's agreement) – szczególny typ umowy. 

## Prawo międzynarodowe
Strony zawierające umowę międzynarodową decydują o jej formie – ustnej lub pisemnej. Jednak zgodnie z art. 3 Konwencji wiedeńskiej o prawie traktatów jej postanowienia nie znajdują zastosowania do „porozumień międzynarodowych zawartej w formie innej niż pisemna”, jednakże forma nie wpływa na moc prawną tego typu porozumień.
Według niektórych anglosaskich autorów porozumienia dżentelmeńskie nie wywierają żadnych skutków prawnych, a zobowiązania zawarte w nich są jedynie honorowymi zobowiązaniami osób, które je zawarły.

## Zwyczaj
Porozumienie dżentelmeńskie to również ustna, nieformalna umowa oparta na wzajemnym zaufaniu stron.